# نظریه بی‌سی‌اس

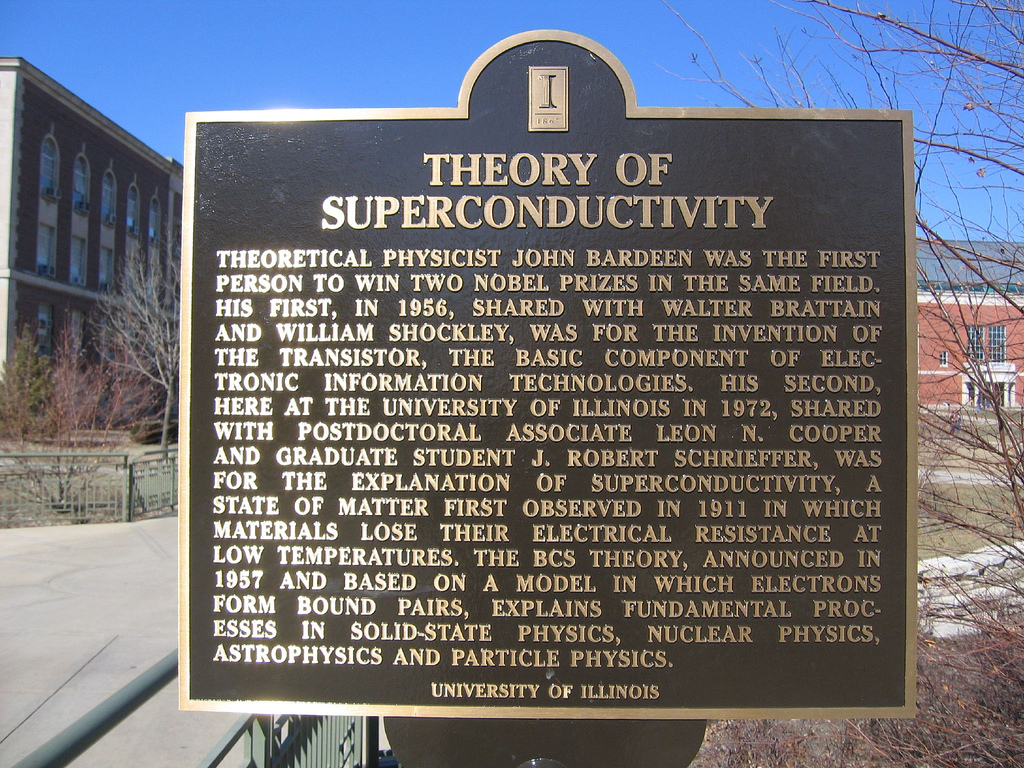
یک‌لوح یادبود که به افتخار «نظریه بی سی اس(BCS)»، در دانشگاه ایلینوی اربانا-شمپین، قراردارد. این نظریه ابررسانایی را به یاد می‌آورد که توسط جان باردین و شاگردانش در این دانشگاه خلق شد و به خاطر آن جایزه نوبل فیزیک را در سال ۱۹۷۲ دریافت کردند.

نظریه بی سی اس(BCS)، نظریه‌ای برای توجیه ابررسانایی است که در سال ۱۹۵۷ پدید آمد. این نظریه به خاطر حرف آغازین نام سه فیزیک‌دان پدیدآورندهٔ آن، جان باردین، جان رابرت شریفر و لئون نیل کوپر نامگذاری شد و در سال ۱۹۷۲ جایزه نوبل فیزیک را نیز برای آن‌ها به ارمغان آورد.
در نظریه BCS، دو الکترون با اسپین مخالف، که دارای بار منفی هستند (بر خلاف انتظار) همدیگر را جذب می‌کنند و جفت کوپر را تشکیل می‌دهند، علت این نیروی جاذبه برهمکنش فونون-الکترونها می‌باشد. برای تشکیل جفتهای کوپر دمای پایین خاصی احتیاج است و در دماهای پایینتر این جفتها که از آمار بوز-اینشتین پیروی می‌کنند می‌توانند چگالش بوز-اینشتین تشکیل دهند.
در حقیقت در دماهای بسیار پایین جفت الکترون‌ها در وضعیت صفر کوانتومی قرار می‌گیرند که با اولین لایهٔ تحریک الکترون‌ها متفاوت است. این می‌تواند دو نتیجه داشته باشد. اول این که الکترون‌ها در حالت برانگیخته نیستند که بتوانند به شبکه انرژی بدهند و به حالت پایدار صفر بروند. دوم این که به علت پایین بودن دما و در نتیجه انرژی گرمایی شبکه، انرژی لازم برای تحریک الکترون‌ها و بردن آن‌ها به سطح برانگیخته وجود ندارد، بنابراین الکترون‌ها بدون انجام هیچ برهم کنش و تبادل انرژی با شبکه، حرکت می‌کنند.